# Dům čp. 11 s pivovarem (Bechyně)
Dům čp. 11, zvaný Protivínka, jehož součástí býval obecní pivovar, se nachází na náměstí T. G. Masaryka v Bechyni v okrese Tábor v Jihočeském kraji. Objekt je zapsaný pod názvem „Zámecký pivovar Protivínka“ jako kulturní památka v Ústředním seznamu nemovitých kulturních památek. Dům čp. 11 s neorenesanční fasádou a renesančním jádrem je zároveň součástí městské památkové zóny Bechyně, vyhlášené 19. listopadu 1990.

## Historie

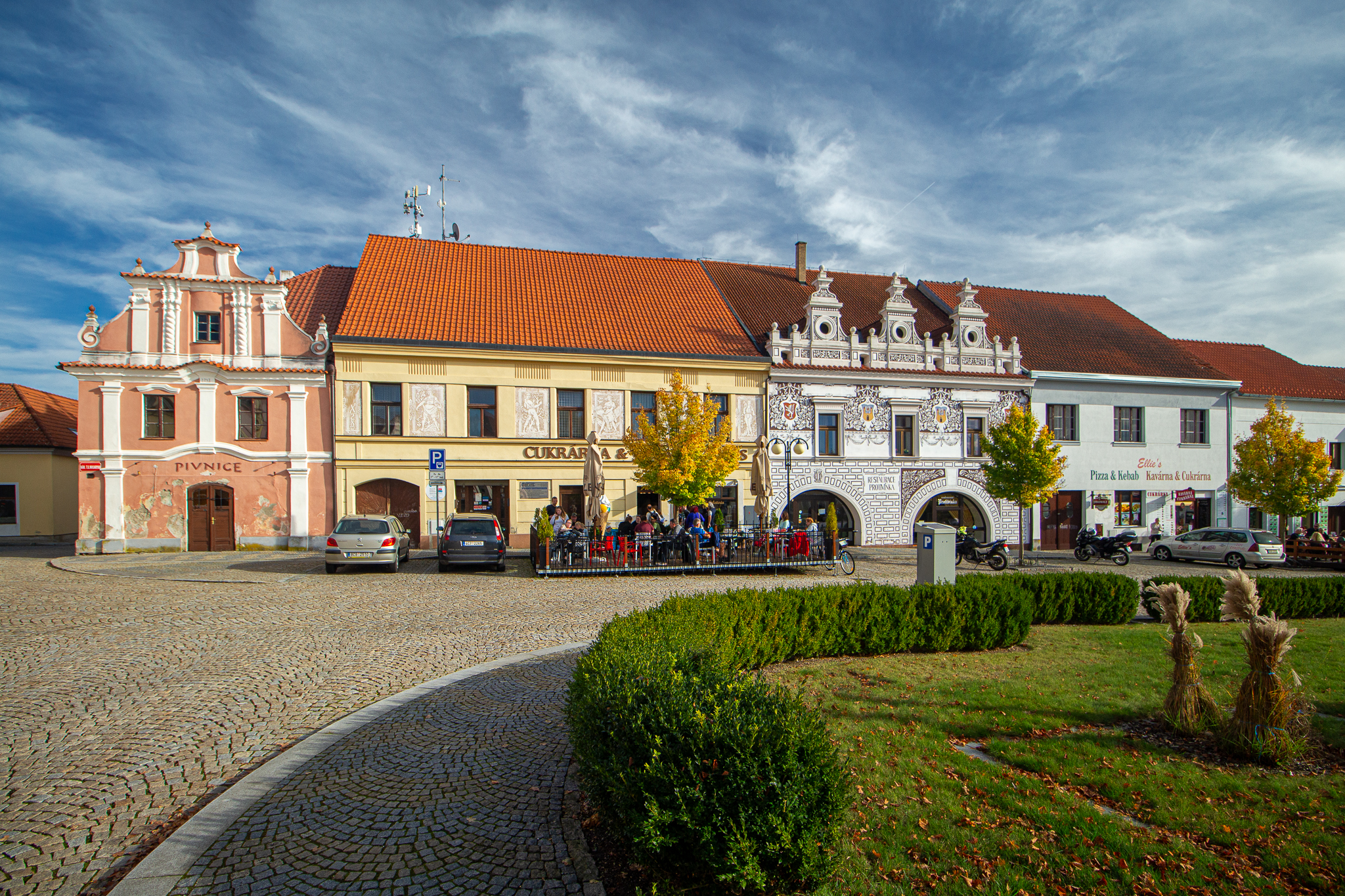
Protivínka mezi domy na náměstí

Zachované renesanční jádro budovy čp. 11 pochází ze 16. století. V domě čp. 11 býval pivovar a také někdejší stará radnice. Stará radnice vyhořela během požáru města v roce 1712 a posléze se jejím sídlem stal dům čp. 2.
Přesné datum vzniku pivovaru není známo. Zásadní je však skutečnost, že označení objektu jako „zámecký pivovar“ v dokumentaci Národního památkového ústavu je zřejmý omyl, protože podle historických dokladů byl ve dvorní části domu čp. 11 mezi náměstím a Klášterní ulicí pivovar obecní, zatímco zámecký pivovar se nacházel v areálu bechyňského zámku a jeho prostory slouží od roku 1967 jako výstavní síně Alšovy jihočeské galerie - Mezinárodního muzea keramiky. „Protivínka“ je jeden z názvů restaurace, provozované v domě čp. 11.

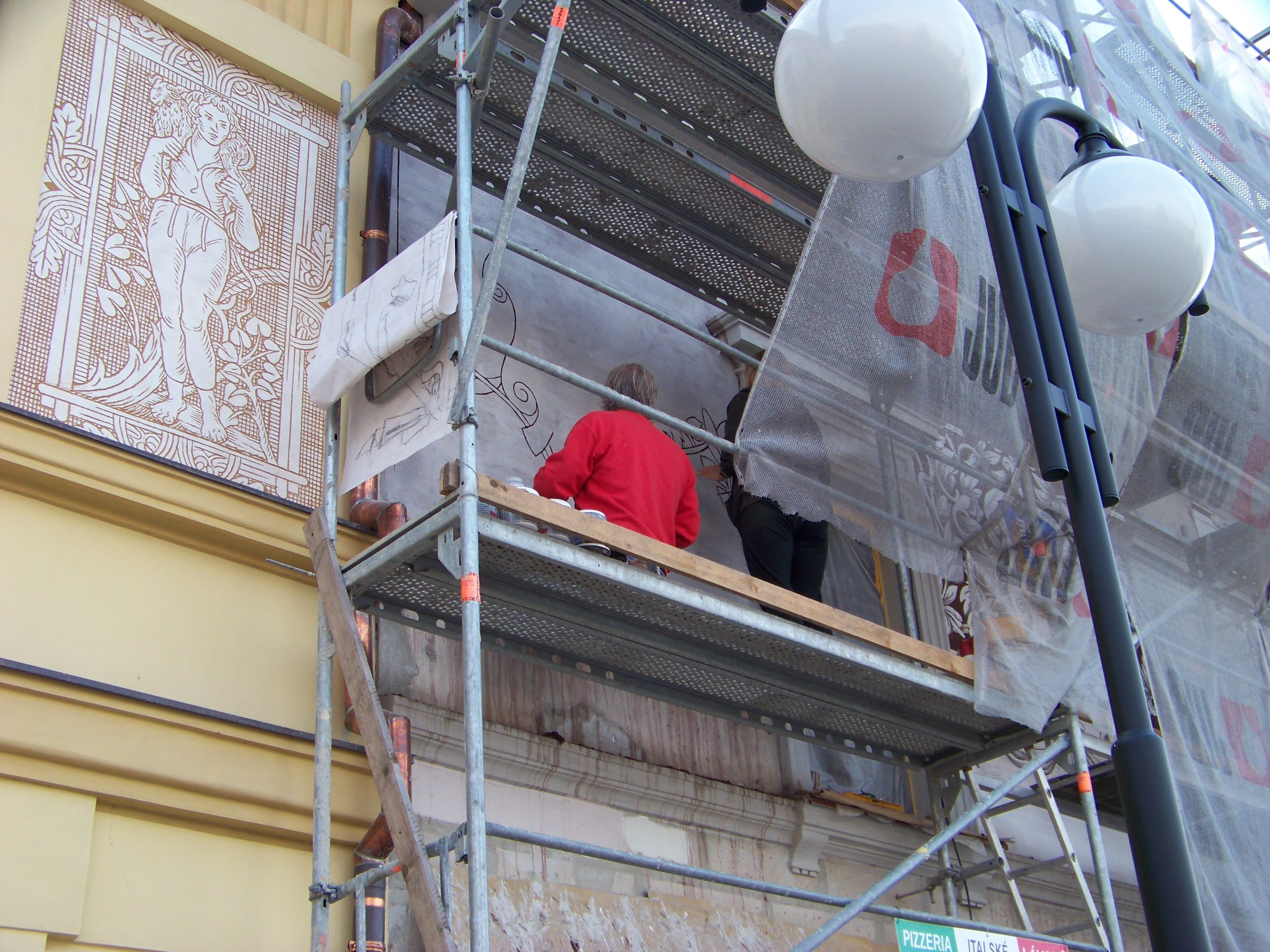
Oprava sgrafit na domě čp. 11 vedle domu čp. 12 během rekonstrukce náměstí v roce 2011

Pivovar bechyňské várečenské obce neboli pivovar obecní či měšťanský existoval pravděpodobně již od poloviny 15. století. O sto let později jej však začal zastiňovat svou produkcí pivovar dominikální, tedy panský, který se nacházel u vstupu do bechyňského hradu, v letech 1581–1584 Petrem Vokem z Rožmberka přestavěného na zámek. Bechyně byla poddanským městem a provozovatelé obecního pivovaru se diskriminaci ze strany majitelů panství nemohli příliš bránit. Výjimečná situace z hlediska vzájemné spolupráce nastala pouze v roce 1755, kdy vrchnost nechala zřídit u horního mlýna vodárnu. Z vodárny byla pak trubkami přiváděna voda do vodojemu v Panské zahradě a odtud dále do zámku, panského pivovaru a do kláštera. Na výstavbu vodárny přispělo i město pod podmínkou, že voda bude dodávána také do kašny na náměstí a do obecního pivovaru.
Posledním sládkem v bechyňském obecním pivovaru byl v letech 1889–1901 Antonín Havránek, který do Bechyně přešel z uzavřeného pivovaru ve Stádlci. Bechyňský obecní pivovar ukončil svou činnost v roce 1902. Už v předešlých letech bylo do bechyňských výčepů a restaurací dodáváno pivo nejen z místního panského pivovaru a z pivovarů v okolí, ale i z mnohem vzdálenějších míst, jako je například Tábor, Třeboň, České Budějovice nebo i Plzeň. O tom, jaké pivo se čepovalo v restauraci v domě čp. 11, ostatně svědčí i její název „Protivínka“.
Obecni pivovar se nacházel v zadním traktu domu čp. 11 směrem do Klášterní ulice. Po ukončení činnosti byly jeho provozní prostory postupně likvidovány. Do roku 1965 ještě budova ve dvorním traktu sloužila jako tělocvična TJ Sokol a také jako divadelní sál a městská knihovna. Poté byly pozůstatky někdejšího pivovaru zbourány, takže po něm nezůstaly žádné stopy, zbyl jen nezastavěný prostor dvora.
Pokud jde o dům čp. 11 na východní straně bechyňského náměstí, renesanční a barokní klenby v interiéru domu byly pravděpodobně dodatečně vybudovány při přestavbě staršího objektu. V roce 1902 po ukončení provozu pivovaru bylo  hlavní průčelí domu čp. 11 neorenesančně upraveno a rovněž byla doplněna sgrafitová výzdoba fasády podle projektu J. Sedláčka. Další úpravy a přestavby domu se uskutečnily v letech 1908, 1920, 1928 a 1970.

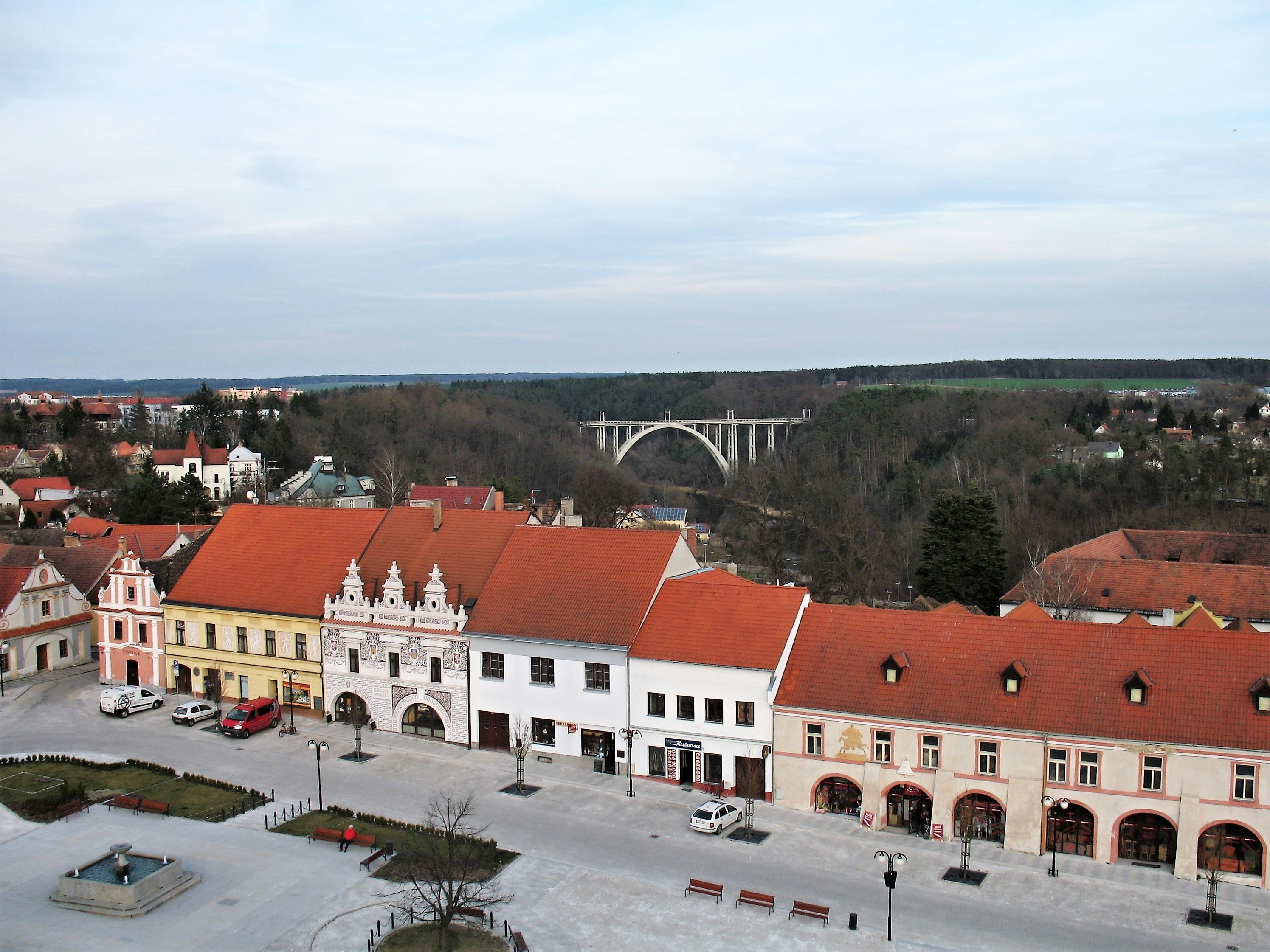
Pohled z věže kostela sv. Matěje na domy na východní straně bechyňského náměstí, v pozadí most Duha

## Popis
Patrový řadový dům s renesančním jádrem se nachází na východní straně bechyňského náměstí, jen několik desítek metrů od areálu františkánského kláštera. Ve starší památkové dokumentaci z druhé poloviny 20. století je dům zmiňovaný jako čp.19, později čp. 11 ve vlastnictví MNV, V tomto starším popisu se uvádělo, že v přízemí je na budově nápis „Protivínská restaurace“ a v prvním patře název „Hotel města Bechyně“. Střecha domu je sedlová s tzv. hákovou krytinou. Tento typ krytiny, kterému se přezdívalo „bechyňské háky“ nebo lidově „esovky“, se vyráběl v bechyňské cihelně v první polovině 20. století.
Tříosé průčelí budovy, obrácené do náměstí, je jednopatrové. Dominují mu tři nápadné neorenesanční štíty, umístěné nad korunní římsou. Po stranách štítů a na jejich vrcholech jsou nasazeny ozdobné koule. Fasáda je vyzdobena novorenesančními sgrafity v převládající cihlové barvě na bílém podkladu. Přízemí domu se směrem do náměstí otevírá dvěma půlkruhovými oblouky, pozůstatky někdejšího podloubí, jehož stopy se zachovaly i v přízemí sousedních domů čp. 13, 8 a 2. Ze zaniklého podloubí, ve kterém býval umístěn pranýř, se v přední části domu zachoval jeden pilíř. V přízemí budovy jsou interiéry opatřené klenbami, mezi nimiž vyniká klenba s bohatou dekorativní sítí hřebínků v prostorách výčepu, respektive salonku. Jídelna restaurace je vyzdobena kopiemi Vlasti od Mikoláše Alše. Místnosti v prvním poschodí mají stropy ploché. Hodnotnou částí stavby je i valeně klenutý sklep s párem postranních segmentových lochů.
Plochy dvora, kde býval dříve pivovar, jsou zčásti vybetonované a zčásti zatravněné, oddělené od okolí novodobými ohradními zdmi a vraty. Tyto prostory a objekty nejsou předmětem památkové ochrany.